# انتحاء أرضي

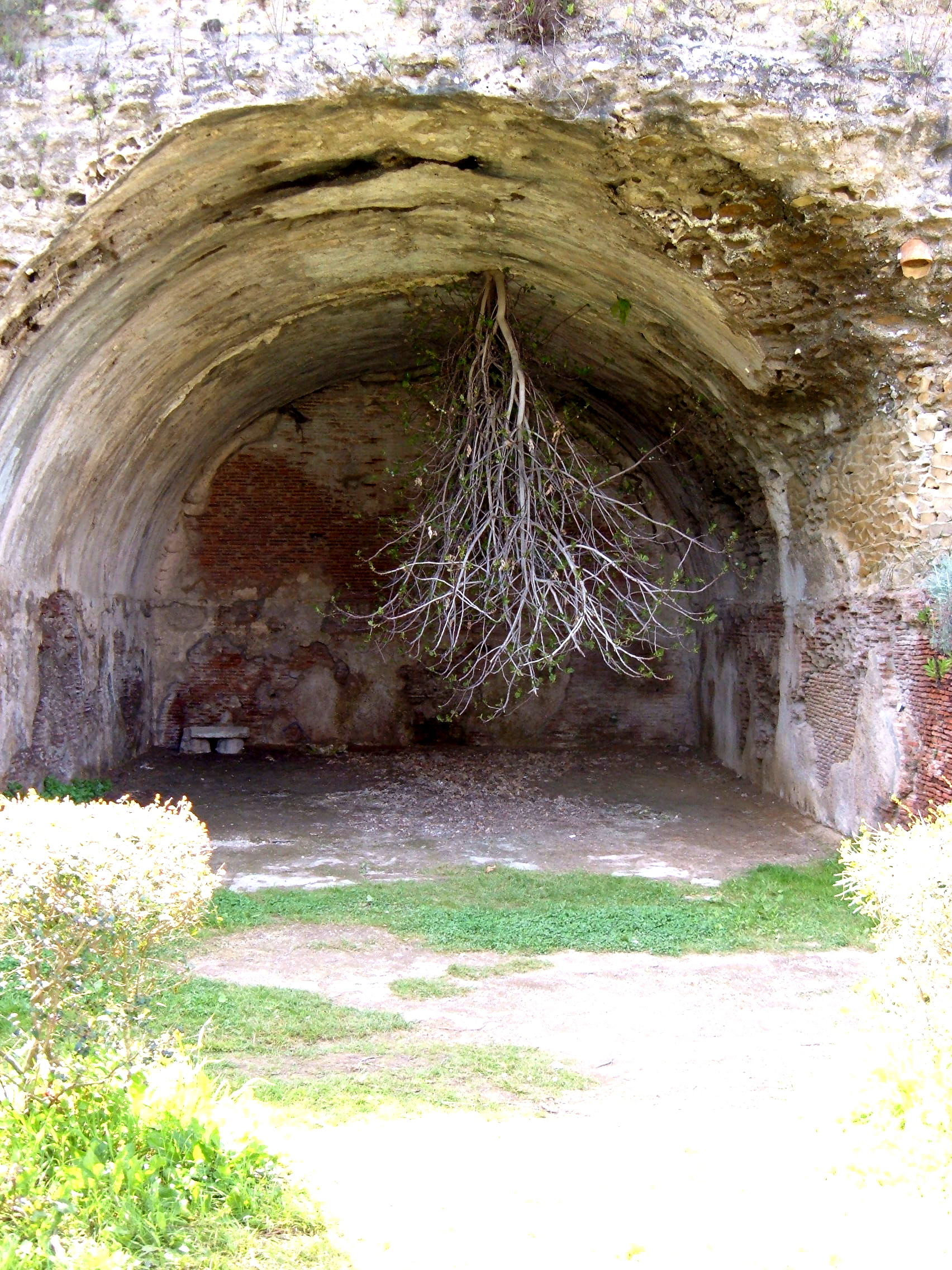

الانتحاء الأرضي أو التَّأوُّدُ الأَرْضِيُّ أو الاستئراض أو الاستئراضية حركة جذر النبات باتجاه الجاذبية الأرضية.
يتم الاستدلال على الانتحاء الأرضي بتجربة بسيطة، فإذا وضع نبات أصيص في وضع أفقي بضعة أيام فإن قمم الجذور الابتدائية تغير وضعها متجهة إلى مركز الأرض، أما السوق فتبدأ بالانتحاء إلى أعلى بعيداً عن الجاذبية الأرضية، وهذا ما يسمى الانتحاء الضوئي.
يمكن مشاهدة سلوك الجذور بسهولة أكبر في البذور النابتة وتفشل الجذور في الانتحاء إذا ثبتت البذور على حافة عجلة تدور في مستوى أفقي لإلغاء قوة الجاذبية الأرضية. يسمى اتجاه الجذور إلى مركز الأرض بالانتحاء الموجب (بالإنجليزية: Positive Geotropism)‏ وإذا كان عكس ذلك سمى الانتحاء الأرضي السلبي (بالإنجليزية: Negative Geotropism)‏. أما إذا كان نمو الجذور مائلاً دون تعامدها على الجاذبية فتعرف بالانتحاء الأرضي المائل (بالإنجليزية: Plagiogeotropic)‏ كما في الجذور الثانوية، أما إذا كانت نامية أفقيا فتعرف بالانتحاء الأفقي.